# Natàlia Kutxínskaia
Natàlia Kutxinskaia (en rus: Наталья Кучинская) (Leningrad, 8 de març de 1949) és una ex-gimnasta artística russa, guanyadora de quatre medalles olímpiques sota bandera soviètica.

## Biografia
Va néixer el 8 de març de 1949 a la ciutat de Leningrad, població situada que en aquells moments formava part de la República Socialista Federada Soviètica de Rússia (Unió Soviètica) i avui dia anomenada Sant Petersburg i situada a la Federació russa.

## Carrera esportiva
Es va donar a conèixer en el Campionat del Món de gimnàstica artística de 1966 realitzat a Dortmund (Alemanya Occidental), on va aconseguir guanyar sis medalles en la competició, entre elles tres títols mundials en els aparells de barres asimètriques, barra d'equilibris i exercici de terra. Posteriorment va participar, als 19 anys, als Jocs Olímpics d'Estiu de 1968 realitzats a Ciutat de Mèxic (Mèxic), on va aconseguir guanyar la medalla d'or en l'exercici complet (per equips) i en la prova de barra d'equilibris, així com la medalla de bronze en les proves de concurs complet (individual), just per darrere de la txecoslovaca Věra Čáslavská i la seva compatriota Zinaïda Vorónina, i en la prova d'exercici de terra. En aquests Jocs també participà en la prova de salt sobre cavall, on aconseguí guanyar un diploma olímpic en finalitzar cinquena, i en la prova de barres asimètriques, on no aconseguí classificar-se per la final. En finalitzar aquesta competició es retirà de la competició activa.
Al llarg de la seva carrera guanyà onze títols del seu país i dues medalles en el Campionat d'Europa de gimnàstica artística.